# Guanhães
Guanhães é um município brasileiro no interior do estado de Minas Gerais, Região Sudeste do país. Localiza-se no Vale do Rio Doce, no leste mineiro, e sua população em 2022 era de 32 244 habitantes.

## Etimologia
O substantivo "Guanhães" deriva de Guanaãns, nome da tribo indígena que habitava a região, e se traduz como "aquele que corre". Os Guanaãns eram um grupo da nação Caingangues, do estado de Minas Gerais.

## História
O primeiro agrupamento humano a ocupar a área onde hoje está o município de Guanhães foi o dos índios Guanaãns, de origem tapuia, que, por viver principalmente às margens de um rio caudaloso, foi a origem da nomeação desse curso d'água com o nome de Rio Guanhães.
Em 1752, João de Azevedo Leme, partindo da Vila do Príncipe, (hoje cidade do Serro), encontra ouro nos "Descobertos do Graypú", nas imediações da atual cidade de Guanhães.
Em 1810, a atual cidade de Guanhães era conhecida como "São Miguel e Almas do Aricanga". Aricanga é uma espécie de palmeira nativa da região, muito usada pelos índios para a fabricação de arcos, bodoques e aros de peneiras. Um dos primeiros povoados construídos na região foi o de São Miguel e Almas de Guanhães, estabelecido em torno de uma capela erguida em 1811 nos terrenos de Faustino Xavier Caldeira, José Coelho da Rocha, Francisco de Souza Ferreira, Antônio de Oliveira Rosa e José de Oliveira Rosa. Posteriormente, foram aos poucos sendo criados e emancipados os povoados que se tornaram as cidades de Ferros, Conceição do Mato Dentro, Paulistas e Peçanha, estando Figueira (atual Governador Valadares) subordinada a este último (atualmente ambos são municípios).
Em 1821, foi criada a primeira capela, instituída canonicamente apenas em 1828. Em 14 de julho de 1832, por meio de Decreto Real, tornou-se paróquia de São Miguel dos Correntes (depois São Miguel e Almas dos Correntes), ligada à Vila do Príncipe, tendo seu primeiro padre sido empossado em 1834. A riqueza atraiu muita gente das redondezas e de longe, como os ingleses, que exploraram uma mina na 'Fazenda do Candonga' por meio da companhia "The Candonga Gold Mining Limited". Candonga é um termo africano, e surgiu logo depois da construção de um prostíbulo nas imediações da mineração. Seu significado é "intriga com carinhos fingidos".
Em 23 de março de 1840, passa a pertencer à recém criada Vila de Conceição, voltando ao município de Conceição em 1859, através da Lei 1.031. Em 25 de outubro de 1875 é finalmente desmembrada e elevada à categoria de Vila pela Lei n° 21.132, tornando-se sede do novo município, (emancipando-se em 9 de dezembro de 1879). Por fim, pela Lei Provincial nº 2766, de 13 de setembro de 1881, recebeu o nome atual e foi elevada a cidade.
Contava então com os distritos de Divino(atual Divinolândia de Minas), Gonzaga, Nossa Senhora do Patrocínio(hoje Virginópolis), Braúnas, Travessão (atual Açucena), Jequitibá, Sapucaia, Farias e Correntinho(antigo Santo Antônio). Hoje, pertencem ao município de Guanhães os distritos de Correntinho, Farias, Sapucaia de Guanhães e Taquaral.

## Geografia
De acordo com a divisão regional vigente desde 2017, instituída pelo IBGE, o município pertence às Regiões Geográficas Intermediária de Governador Valadares e Imediata de Guanhães. Até então, com a vigência das divisões em microrregiões e mesorregiões, fazia parte da microrregião de Guanhães, que por sua vez estava incluída na mesorregião do Vale do Rio Doce.
O município ocupa uma área de 1.075,124 km², possui atualmente 4 distritos (Sapucaia, Correntinho, Taquaral, Farias) e sua população está em torno de 34 mil habitantes. O Morro do Quartel representa sua altitude máxima, 1260 m, e era usado pelos índios da região como torre de vigia ou "atalaia" contra o ataque dos ferozes índios Aimorés, mais conhecidos como Botocudos. Daí vem a denominação "Morro do Quartel" ou "Quartel dos Índios".
Outros pontos de elevada altitude são a Pedra da Gafurina, próxima ao distrito de Farias, e a Pedra do Urubu, localizada no Parque Estadual Serra da Candonga. O relevo local, do domínio mares de morros, com elevadas colinas, faz surgir diversas cachoeiras no leito dos córregos e rios que banham o município.

### Clima
O clima guanhanense é caracterizado como tropical de altitude (tipo Cwa segundo Köppen), com temperatura média anual de 20 °C e pluviosidade média de cerca de 1 500 mm/ano, concentrados entre os meses de outubro e abril. As precipitações caem principalmente sob a forma de chuva e, esporadicamente, de granizo, com registro desse fenômeno em 28 de outubro de 2016, provocando o destelhamento de casas e estabelecimentos e falta de energia em quase toda a cidade. As chuvas podem ainda vir acompanhadas de descargas elétricas e fortes rajadas de vento. De acordo com o Grupo de Eletricidade Atmosférica do Instituto Nacional de Pesquisas Espaciais (ELAT/INPE) em 2018, o município apresenta uma densidade de descargas de 2,107 raios por km²/ano, estando na 514ª posição a nível estadual e na 3 967ª a nível nacional.
Segundo dados do Instituto Nacional de Meteorologia (INMET) coletados na estação meteorológica automática da cidade, instalada em 1º de junho de 2007, a menor temperatura registrada foi de 5,4 °C em 14 de junho de 2010, e a maior atingiu 38,3 °C em 7 de outubro de 2020. O menor índice de umidade relativa do ar foi de 10% no dia 13 de setembro de 2019. O maior acumulado de precipitação em 24 horas, por sua vez, foi de 189,4 mm em 20 de janeiro de 2016, registrado pelo INMET e correspondente ao volume registrado das 10 horas da manhã do dia anterior às 10 horas do dia listado. No entanto, da meia-noite às 23h59min de 20 de janeiro de 2016 choveram 239,6 mm no município, segundo o instituto.
| Dados climatológicos para Guanhães | Dados climatológicos para Guanhães | Dados climatológicos para Guanhães | Dados climatológicos para Guanhães | Dados climatológicos para Guanhães | Dados climatológicos para Guanhães | Dados climatológicos para Guanhães | Dados climatológicos para Guanhães | Dados climatológicos para Guanhães | Dados climatológicos para Guanhães | Dados climatológicos para Guanhães | Dados climatológicos para Guanhães | Dados climatológicos para Guanhães | Dados climatológicos para Guanhães |
| Mês | Jan                                | Fev                                | Mar                                | Abr                                | Mai                                | Jun                                | Jul                                | Ago                                | Set                                | Out                                | Nov                                | Dez                                | Ano                                |
| --- | ---------------------------------- | ---------------------------------- | ---------------------------------- | ---------------------------------- | ---------------------------------- | ---------------------------------- | ---------------------------------- | ---------------------------------- | ---------------------------------- | ---------------------------------- | ---------------------------------- | ---------------------------------- | ---------------------------------- |
| Temperatura máxima recorde (°C) | 35,2                               | 35,6                               | 33,7                               | 33                                 | 30,9                               | 31,2                               | 31,2                               | 32,7                               | 37                                 | 38,3                               | 36,5                               | 35                                 | 38,3                               |
| Temperatura máxima média (°C) | 28,3                               | 28,2                               | 27,2                               | 25,8                               | 24,3                               | 23,6                               | 23,6                               | 24,9                               | 25,9                               | 26,5                               | 26,5                               | 26,7                               | 26                                 |
| Temperatura média (°C) | 22,5                               | 22,4                               | 21,7                               | 20,1                               | 18,1                               | 16,7                               | 16,6                               | 17,6                               | 19,4                               | 20,8                               | 21,3                               | 21,5                               | 20                                 |
| Temperatura mínima média (°C) | 16,8                               | 16,7                               | 16,3                               | 14,5                               | 11,9                               | 9,9                                | 9,6                                | 10,3                               | 12,9                               | 15,1                               | 16,2                               | 16,3                               | 13,9                               |
| Temperatura mínima recorde (°C) | 15,1                               | 14,9                               | 15                                 | 10,1                               | 6,5                                | 5,4                                | 6                                  | 6,2                                | 8,7                                | 9,3                                | 11,2                               | 14,1                               | 5,4                                |
| Precipitação (mm) | 235                                | 171                                | 163                                | 98                                 | 33                                 | 15                                 | 16                                 | 11                                 | 46                                 | 123                                | 247                                | 339                                | 1 497                              |
| Fonte: Climate-Data.org — temperaturas e precipitações médias; e Instituto Nacional de Meteorologia (INMET) — recordes entre 01/06/2007 e 31/12/2022 |                                    |                                    |                                    |                                    |                                    |                                    |                                    |                                    |                                    |                                    |                                    |                                    |                                    |

## Política
Desde a época da República Velha, a cidade já vivenciou a passagem de diversas figuras políticas importantes, dentre as quais Juscelino Kubitschek - que era amigo próximo do ex-prefeito João Elias Neto - e Antônio Anastasia, ex-governador do estado. Antes da década de 70, Guanhães tinha grande destaque regional e era um importante distrito eleitoral do estado. Contudo, após a emancipação de diversos distritos, como Dores de Guanhães e Braúnas, e a construção e asfaltamento da BR-381(antigas MG-31 e MG-4) ligando Belo Horizonte a Governador Valadares, a população se fragmentou e outros municípios tomaram sua importância política.
Em outubro de 2015, após o surgimento de suspeitas quanto a fraudes no processo de licitação da festa de aniversário da cidade, foi decretada a prisão de alguns servidores municipais. O Ministério Público prosseguiu com investigações e descobriu uma dezena de fraudes e direcionamentos em licitações em outras áreas, como a do transporte escolar, e instituiu as operações "Cartas Marcadas" e "Caminhos da Prisão". Parte dos laudos e processos foi encaminhada a Belo Horizonte para investigações a respeito do envolvimento ou não do prefeito municipal nos esquemas.
Em maio de 2016, foi rejeitado pela Câmara de Vereadores um pedido de impeachment do prefeito municipal, proposto em razão da suspeita de fraudes em licitações e pedaladas fiscais.

## Economia

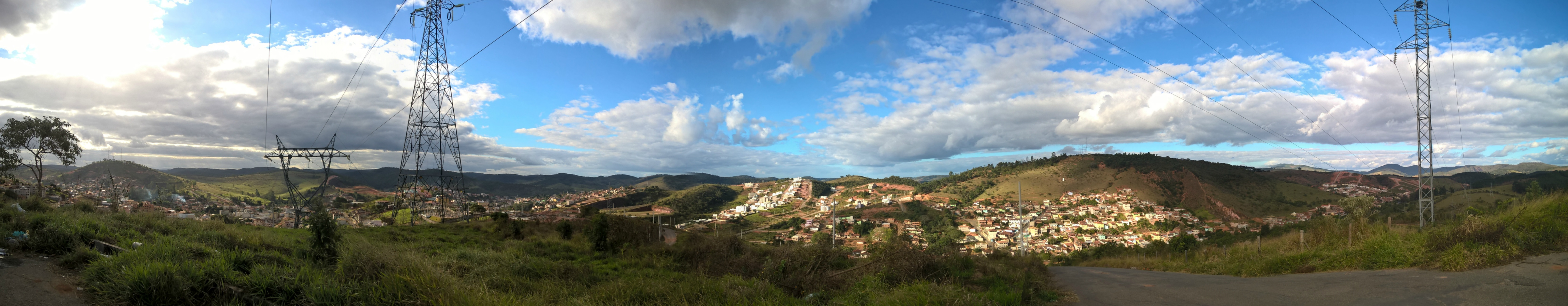
Panorama parcial da cidade a partir do bairro Mangueiras II

A cidade atende diariamente a mais de 30 municípios da região por meio da prestação de serviços de hotelaria, comércio, trabalho, saúde, educação, bancários e de logística. Além disso, pertence ao circuito turístico Trilhas do Rio Doce. Possui 28 bairros e vários novos loteamentos e residenciais. Por situar-se no encontro das rodovias BR-120 e da BR-259, a cidade age como um corredor de acesso a vários municípios.
Segundo informações do IBGE (2005), os serviços (exclusivamente administração pública)
constituíam o setor mais expressivo da economia municipal, seguidos da indústria. A relevância
econômica do setor de serviços em Guanhães se manifesta por uma diversidade intermediária na
oferta de atividades desse setor. A atividade agropecuária e comercial interna são relevantes, e as condições climáticas e topográficas do município possibilitam a produção de milho, feijão e mandioca. Além disso, o município se destaca como fornecedor de matéria-prima para a indústria de celulose.
Com base nos dados de 2005 do CEMPRE – Cadastro Central de Empresas, o município
apresentava 42,02% dos grupos de serviços, distribuídos em 364 unidades locais.
Considerando a divisão de setores da economia da CNAE – Cadastro Nacional de Atividades
Econômicas, “Outras atividades de serviços” (que abrangem, entre outros, organizações
associativas e manutenção de equipamentos domésticos, de informática e pessoais).
A cidade possui uma pista de pouso, inaugurada em 1955 e localizada a cerca de 13 km do centro. O local conta com hangar e pista asfaltada.

## Infraestrutura

### Água e esgoto
Guanhães conta com o SAAE Guanhães, Serviço Autônomo de Água e Esgoto, para tratar e distribuir a água que alimenta a vida do município. Além da Estação de Tratamento de Água, conta com uma Estação de Tratamento de Esgoto que ainda não atende todos os bairros.
Em 2015, após uma grave crise de racionamento e economia de água, foram anunciados estudos para a implantação de uma nova adutora no distrito de Cruzeiro do Aricanga, que levará água até a cidade e alimentará a ETA, reduzindo o estresse sobre a adutora construída há algumas décadas.

### Educação
O município conta com 16 escolas municipais, 9 escolas estaduais, 3 particulares, além de faculdades, como a FACIG, pólos da FAVENI, pólos da UNIUBE, ULBRA, UEMG, Faculdade Única de Ipatinga, um núcleo educacional e um instituto profissional. De acordo com dados do Censo demográfico de 2010, a população residente alfabetizada está em torno de 26 mil pessoas.

#### Principais escolas (por ordem alfabética)
- Centro de Educação Infantil Lar dos Pequeninos
- CMEI — Centro Municipal de Educação Infantil Guilherme Nunes Caldeira Petrucelli
- Escola Estadual Altivo Coelho
- Escola Estadual Fazenda São Sebastião
- Escola Estadual Nossa Senhora do Carmo
- Escola Estadual Odilon Behrens
- Escola Estadual Padre Café
- Escola Estadual Senador Francisco Nunes Coelho
- Escola Municipal Pingo de Luz
- Escola Municipal Pio Nunes Coelho
- Instituto Presbiteriano Gammon
- Colégio Souza Siman
- Núcleo Educacional Novo Ser

#### Núcleos Educacionais/Institutos Profissionais
- Instituto Mix de Profissões
- Microlins

## Cultura e lazer

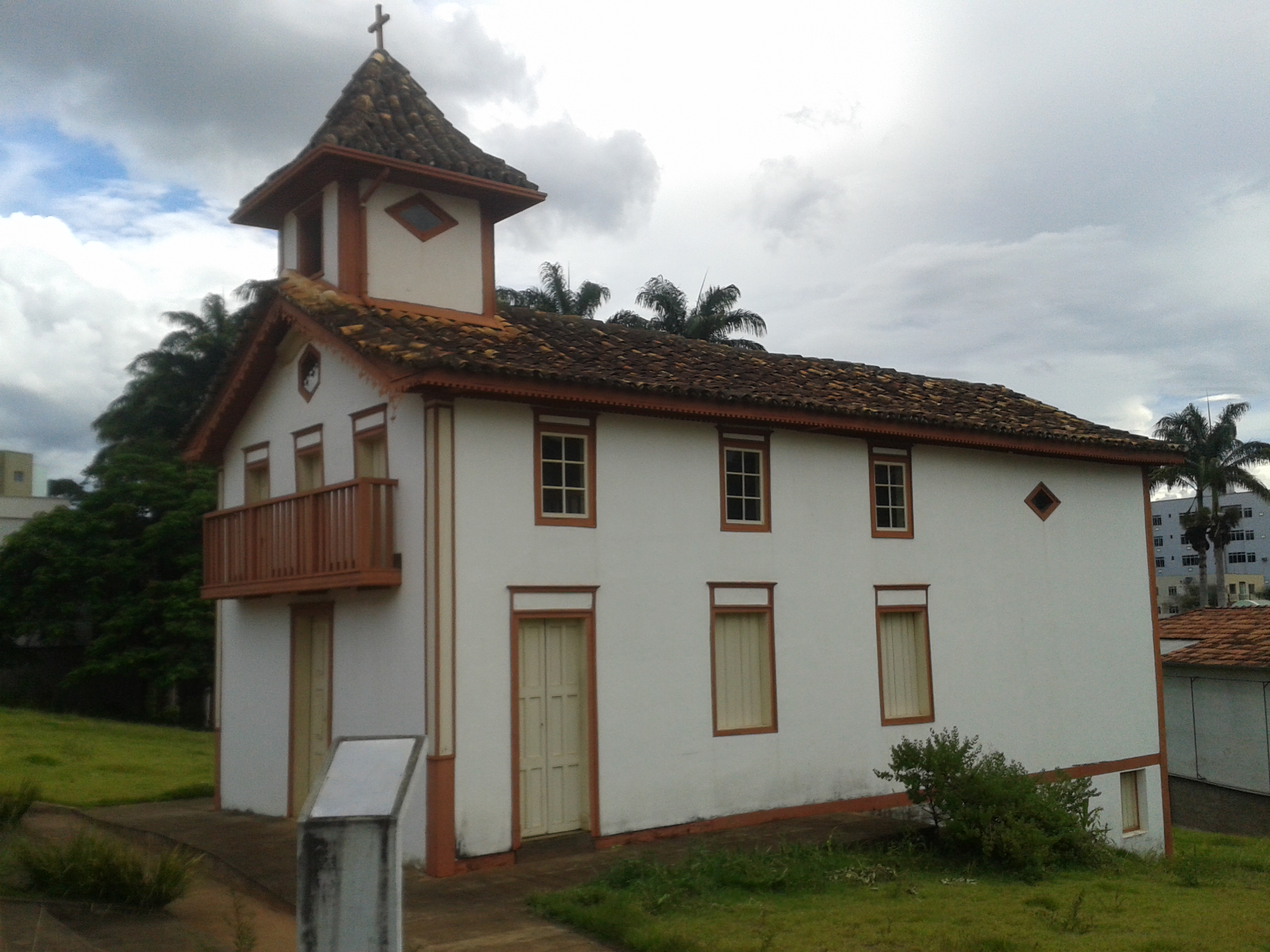
Capela Nossa Senhora do Carmo em Guanhães

Guanhães faz parte dos Circuitos da Estrada Real e das Trilhas do Rio Doce. O município também se destaca pelas belas cachoeiras em áreas de mata atlântica, como a cachoeira do Sereno e a cachoeira dos Witú.
No dia 11 de maio de 2016, a chama olímpica passou pelas ruas de Guanhães em um revezamento com participação de cerca de 25 pessoas, a maioria das quais moradoras da cidade. A primeira tocha saiu do coreto da Praça JK e o revezamento passou por alguns locais importantes, como a Avenida Governador Milton Campos, a Rodoviária Municipal, as Igrejas Catedral e Matriz e as Escolas Estaduais Altivo Coelho e Odilon Behrens.

### Culinária local
A tradicional comida mineira ganha alguns incrementos notáveis na culinária guanhanense. Alguns pratos típicos, certas vezes desconhecidos por pessoas de regiões vizinhas, incluem a bananinha-frita (ou banana-chips), a luminária, doce típico local, feito com massa folhada e creme, e o coscorão, doce feito de massa frita com formato que lembra as rodas dos antigos carros de boi. Há ainda uma iguaria salgada tradicional na cidade, as Empadas da Stael, feitas com uma receita secreta de família, vendidas nas ruas do centro da cidade em tabuleiros artesanais.[carece de fontes?]

### Atrativos

#### Parque Estadual Serra da Candonga
O Parque Estadual Serra da Candonga foi criado pelo Decreto Estadual nº 40.170, de 17 de dezembro de 1998. Possuindo uma área de 3.302,66 hectares, o parque abriga diversos exemplares do bioma da Mata Atlântica.

#### Lagoa Grande
Localizada a 12 km de Guanhães, a Lagoa Grande foi, supostamente, formada por uma tromba d’água; sua cabeceira é alimentada por quatro nascentes.

#### Festas
Anualmente, comemora-se com shows e eventos, em 25 de outubro, o aniversário de Guanhães. Nessa data, em 1875, o distrito de "São Miguel y Almas de Guanhães" foi elevado à categoria de Vila, adquirindo autonomia administrativa e política e tornando-se sede do novo município.
Todos os anos comemoram-se também as festas de São Miguel, padroeiro da cidade, no dia 29 de setembro, e a de Nossa Senhora Aparecida, padroeira da Paróquia de mesmo nome, no bairro Pito, no dia 12 de outubro, com novenas e quermesse.

## Ver mais
- Diocese de Guanhães
- João Elias Neto (ex-prefeito)